# Lijst van voetbalinterlands Irak - Qatar
Deze lijst van voetbalinterlands is een overzicht van alle officiële voetbalwedstrijden tussen de nationale teams van Irak en Qatar. De landen hebben tot op heden 35 keer tegen elkaar gespeeld. De eerste ontmoeting, een kwalificatiewedstrijd voor de Azië Cup 1976, werd gespeeld in Bagdad  op 2 april 1975. De laatste confrontatie, een vriendschappelijke wedstrijd, vond plaats op 13 oktober 2023 in Amman (Jordanië).

## Wedstrijden
| №  | Plaats    | Datum             | Competitie                 | Wedstrijd    | Uitslag |
| -- | --------- | ----------------- | -------------------------- | ------------ | ------- |
| 1  | Bagdad    | 2 april 1975      | Azië Cup 1976 kwalificatie | Irak − Qatar | 1 − 0   |
| 2  | Bagdad    | 10 april 1975     | Azië Cup 1976 kwalificatie | Irak − Qatar | 3 − 0   |
| 3  | Doha      | 3 april 1976      | Golf Cup of Nations 1976   | Qatar − Irak | 0 − 0   |
| 4  | Bangkok   | 11 december 1978  | Aziatische Spelen 1978     | Irak − Qatar | 2 − 1   |
| 5  | Bagdad    | 26 maart 1979     | Golf Cup of Nations 1979   | Irak − Qatar | 2 − 0   |
| 6  | Riyad     | 18 maart 1981     | WK 1982 kwalificatie       | Qatar − Irak | 0 − 1   |
| 7  | Abu Dhabi | 26 maart 1982     | Golf Cup of Nations 1982   | Irak − Qatar | 2 − 1   |
| 8  | Muscat    | 25 maart 1984     | Golf Cup of Nations 1984   | Qatar − Irak | 2 − 1   |
| 9  | Muscat    | 28 maart 1984     | Golf Cup of Nations 1984   | Irak − Qatar | 0 − 0   |
| 10 | Doha      | 5 april 1985      | WK 1986 kwalificatie       | Qatar − Irak | 3 − 0   |
| 11 | Calcutta  | 5 mei 1985        | WK 1986 kwalificatie       | Irak − Qatar | 2 − 1   |
| 12 | Riffa     | 27 maart 1986     | Golf Cup of Nations 1986   | Qatar − Irak | 1 − 1   |
| 13 | Riyad     | 13 maart 1988     | Golf Cup of Nations 1988   | Qatar − Irak | 0 − 3   |
| 14 | Doha      | 20 januari 1989   | WK 1990 kwalificatie       | Qatar − Irak | 1 − 0   |
| 15 | Bagdad    | 10 februari 1989  | WK 1990 kwalificatie       | Irak − Qatar | 2 − 2   |
| 16 | Doha      | 14 september 2001 | Vriendschappelijk          | Qatar − Irak | 0 − 0   |
| 17 | Doha      | 13 januari 2002   | Vriendschappelijk          | Qatar − Irak | 1 − 3   |
| 18 | Doha      | 21 december 2003  | Vriendschappelijk          | Qatar − Irak | 0 − 0   |
| 19 | Doha      | 13 december 2004  | Golf Cup of Nations 2004   | Qatar − Irak | 3 − 3   |
| 20 | Doha      | 10 oktober 2005   | Vriendschappelijk          | Qatar − Irak | 0 − 0   |
| 21 | Abu Dhabi | 18 januari 2007   | Golf Cup of Nations 2007   | Qatar − Irak | 0 − 1   |
| 22 | Doha      | 10 oktober 2007   | Vriendschappelijk          | Qatar − Irak | 3 − 2   |
| 23 | Doha      | 26 maart 2008     | WK 2010 kwalificatie       | Qatar − Irak | 2 − 0   |
| 24 | Dubai     | 22 juni 2008      | WK 2010 kwalificatie       | Irak − Qatar | 0 − 1   |
| 25 | Doha      | 12 oktober 2010   | Vriendschappelijk          | Qatar − Irak | 1 − 2   |
| 26 | Doha      | 19 augustus 2011  | Vriendschappelijk          | Qatar − Irak | 0 − 1   |
| 27 | Doha      | 16 december 2011  | Vriendschappelijk          | Qatar − Irak | 0 − 0   |
| 28 | Doha      | 8 augustus 2016   | Vriendschappelijk          | Qatar − Irak | 2 − 1   |
| 29 | Koeweit   | 26 december 2017  | Golf Cup of Nations 2017   | Irak − Qatar | 2 − 1   |
| 30 | Basra     | 21 maart 2018     | Vriendschappelijk          | Irak − Qatar | 2 − 3   |
| 31 | Abu Dhabi | 22 januari 2019   | Azië Cup 2019              | Qatar − Irak | 1 − 0   |
| 32 | Doha      | 26 november 2019  | Golf Cup of Nations 2019   | Qatar − Irak | 1 − 2   |
| 33 | Al Khawr  | 6 december 2021   | FIFA Arab Cup 2021         | Qatar − Irak | 3 − 0   |
| 34 | Basra     | 16 januari 2023   | Golf Cup of Nations 2023   | Irak − Qatar | 2 − 1   |
| 35 | Amman     | 13 oktober 2023   | Vriendschappelijk          | Irak − Qatar | 0 − 0   |

## Samenvatting
| Competitie            | Totaal gespeeld | Winst Irak | Gelijk | Winst Qatar | Doelsaldo Irak – Qatar |
| --------------------- | --------------- | ---------- | ------ | ----------- | ---------------------- |
| WK-kwalificatie       | 7               | 2          | 1      | 4           | 5 − 10                 |
| Azië Cup              | 1               | 0          | 0      | 1           | 0 − 1                  |
| Azië Cup-kwalificatie | 2               | 2          | 0      | 0           | 4 − 0                  |
| FIFA Arab Cup         | 1               | 0          | 0      | 1           | 0 − 3                  |
| Golf Cup of Nations   | 12              | 7          | 4      | 1           | 19 − 10                |
| Aziatische Spelen     | 1               | 1          | 0      | 0           | 2 − 1                  |
| Vriendschappelijk     | 11              | 3          | 5      | 3           | 11 − 10                |
| Totaal                | 35              | 15         | 10     | 10          | 41 − 35                |

IFA · A-internationals · Statistieken · Iraaks vrouwenelftal · Irak U21 · Irak U20 · Irak U19 · Irak U18 · Irak U17
1950 – 1969 ·
1970 – 1979 ·
1980 – 1989 ·
1990 – 1999 ·
2000 – 2009 ·
2010 – 2019 ·
2020 − 2029
Afghanistan ·
Algerije ·
Argentinië ·
Australië ·
Azerbeidzjan ·
Bahrein ·
België ·
Bolivia ·
Botswana ·
Brazilië ·
Cambodja ·
Chili ·
China ·
Colombia ·
Congo-Kinshasa ·
Cyprus ·
DDR ·
Ecuador ·
Egypte ·
Estland ·
Filipijnen ·
Finland ·
Ghana ·
Guinee ·
Hongkong ·
India ·
Indonesië ·
Iran ·
Japan ·
Jemen ·
Jordanië ·
Kazachstan ·
Kenia ·
Kirgizië ·
Koeweit ·
Libanon ·
Liberia ·
Libië ·
Macau ·
Maleisië ·
Marokko ·
Mauritanië ·
Mexico ·
Myanmar ·
Nepal ·
Nieuw-Zeeland ·
Noord-Korea ·
Oeganda ·
Oezbekistan ·
Oman ·
Pakistan ·
Palestina ·
Paraguay ·
Peru ·
Polen ·
Qatar ·
Roemenië ·
Rusland ·
Saoedi-Arabië · 
Sierra Leone · 
Singapore ·
Soedan ·
Spanje · 
Sri Lanka ·
Syrië · 
Tadzjikistan · 
Taiwan · 
Thailand · 
Trinidad en Tobago ·
Tunesië ·
Turkije ·
Turkmenistan ·
Uruguay ·
Verenigde Arabische Emiraten ·
Vietnam ·
Zambia ·
Zuid-Afrika ·
Zuid-Jemen ·
Zuid-Korea
QFA · A-internationals · Bondscoaches · Statistieken · Qatarees vrouwenelftal · Qatar U21 · Qatar U20 · Qatar U19 · Qatar U18 · Qatar U17
1970 – 1979 ·
1980 – 1989 ·
1990 – 1999 ·
2000 – 2009 ·
2010 – 2019 ·
2020 − 2029
OS 1984 · 
OS 1992
1970 · 
1971 · 
1972 · 
1973 · 
1974 · 
1975 · 
1976 · 
1977 · 
1978 · 
1979 · 
1980 · 
1981 · 
1982 · 
1983 · 
1984 · 
1985 · 
1986 · 
1987 · 
1988 · 
1989 · 
1990 · 
1991 · 
1992 · 
1993 · 
1994 · 
1995 · 
1996 · 
1997 · 
1998 · 
1999 · 
2000 · 
2001 · 
2002 · 
2003 · 
2004 · 
2005 · 
2006 · 
2007 · 
2008 · 
2009 · 
2010 · 
2011 · 
2012 · 
2013 · 
2014 ·
2015 ·
2016 ·
2017 ·
2018 ·
2019 ·
2020 ·
2021 ·
2022 ·
2023 ·
2024
Afghanistan ·
Albanië ·
Algerije ·
Andorra ·
Argentinië ·
Australië ·
Azerbeidzjan ·
Bahrein ·
Bangladesh ·
België ·
Bhutan ·
Bosnië en Herzegovina ·
Brazilië .
Bulgarije ·
Burkina Faso ·
Cambodja ·
Canada ·
Chili ·
China ·
Colombia ·
Congo-Kinshasa ·
Costa Rica ·
Curaçao ·
Ecuador ·
Egypte ·
El Salvador ·
Estland ·
Filipijnen ·
Finland ·
Georgië ·
Ghana ·
Grenada ·
Griekenland ·
Guatemala ·
Haïti ·
Honduras ·
Hongarije ·
Hongkong ·
Ierland ·
IJsland ·
India ·
Indonesië ·
Irak ·
Iran ·
Ivoorkust ·
Jamaica ·
Japan ·
Jemen ·
Jordanië ·
Kazachstan ·
Kenia ·
Kirgizië ·
Koeweit ·
Kroatië ·
Laos ·
Letland ·
Libanon ·
Libië ·
Liechtenstein ·
Luxemburg ·
Malediven ·
Maleisië ·
Mali ·
Malta ·
Marokko ·
Mauritius ·
Mexico ·
Moldavië ·
Myanmar ·
Nederland ·
Nieuw-Zeeland ·
Noord-Ierland ·
Noord-Korea ·
Noord-Macedonië ·
Noorwegen ·
Oezbekistan ·
Oman ·
Pakistan ·
Palestina ·
Panama ·
Paraguay ·
Peru ·
Portugal ·
Rusland ·
Saoedi-Arabië ·
Schotland ·
Senegal ·
Servië ·
Singapore ·
Slovenië ·
Soedan ·
Sri Lanka ·
Syrië ·
Tadzjikistan ·
Thailand ·
Tsjechië ·
Tunesië ·
Turkije · 
Turkmenistan ·
Verenigde Arabische Emiraten ·
Verenigde Staten ·
Vietnam ·
Wales ·
Zimbabwe ·
Zuid-Korea ·
Zweden ·
Zwitserland
Ecuador (2022) ·
Nederland (2022)